# Uovo dei fiori di melo
L'Uovo dei fiori di melo è un uovo di Pasqua gioiello che fu fabbricato a San Pietroburgo nel 1901 sotto la supervisione di Michael Perkhin, per conto del gioielliere russo Peter Carl Fabergé al quale era stato ordinato da Alexander Kelch per farne dono a sua moglie, l'ereditiera Barbara Kelch.
È una delle sette uova che, ogni anno dal 1898 al 1904, Michael Perkhin, all'epoca mastro orafo della Fabergé, realizzò ispirandosi a quelle imperiali per Alexander Ferdinandovich Kelch.

## Ex uovo imperiale
Fu a lungo annoverato tra le uova imperiali donate all'Imperatrice vedova Marija; i primi dubbi al riguardo sono stati sollevati nel 1979, quando la proprietà di sei uova che appaiono in una fotografia del 1920 è stata attribuita ad Alexander Ferdinandovich Kelch;
tra queste l'Uovo pigna e l'Uovo con gallo, che fino ad allora erano considerate imperiali e altre che recano le iniziali BK di Barbara Kelch: l'Uovo con gallina, Uovo bomboniera e Uovo rocaille.

## Proprietari
Barbara Kelch lasciò il marito e la Russia nel 1905, quando si trasferì a Parigi dopo che gran parte della sua fortuna era stata spazzata via durante la guerra russo-giapponese; nel 1920 vendette le sue uova Fabergé.
Nel 1920 Jacques Zolotnitsky di A la Vieille Russie, che all'epoca aveva sede a Parigi, acquistò dal gioielliere Morgan di Rue de la Paix a Parigi per 40.000 franchi (3.000 dollari), l'Uovo dei fiori di melo ed altre cinque uova; suo nipote Léon Grinberg nel 1928 le rivendette ad un collezionista statunitense per 200.000 franchi (7.800 dollari).
L'uovo è rimasto negli Stati Uniti d'America, in una collezione privata, fino al maggio 1994, quando un anonimo acquirente russo se lo aggiudicò ad un'asta da Christie's a Ginevra per 861.585 dollari.
Il 19 novembre 1996, l'uovo è stato nuovamente messo all'asta da Christie's a Ginevra, ed è stato venduto per 1.128.740 dollari ad Adulf Peter Goop, collezionista del Liechtenstein che, dopo aver raccolto la più grande collezione al mondo di uova di Pasqua (circa 3000 pezzi), nel 2012 l'ha donata al Principato del Liechtenstein, l'uovo dei fiori di melo è custodito presso il Museo Nazionale del Liechtenstein, a Vaduz.

## Descrizione

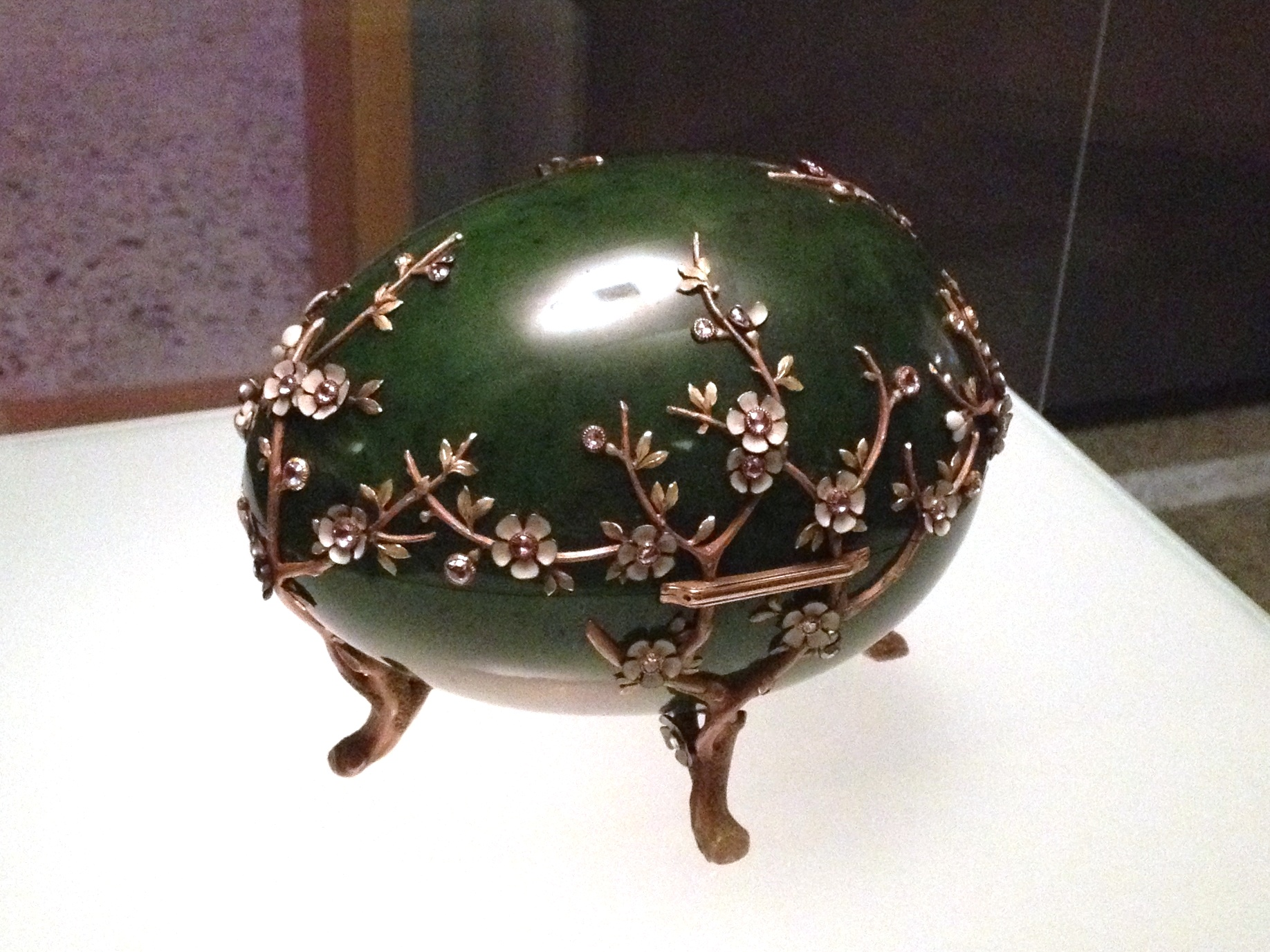
L'uovo visto dall'alto.

L'uovo è fatto di nefrite verde, oro rosso e verde, argento, diamanti, smalto opaco bianco e rosa, la fodera è in velluto.
È una delle uova più grandi fabbricate da Fabergé.
Il disegno Art Nouveau in stile giapponese segue la moda dell'epoca.
Si tratta di uno scrigno portagioie a forma di uovo, le due metà del guscio, lucido e sorprendentemente sottile, sono intagliate in un unico blocco di nefrite color muschio.
Poggia su quattro piedi d'oro rosso e verde modellati come rami, contorti e macchiati di muschio, dai quali si protendono ramoscelli con nodi, venature, muschio e foglie in d'oro, che avvolgono l'uovo incrociandosi tra loro e sui quali si aprono fiori di melo con i petali in smalto bianco ed il centro formato da un diamante in una montatura d'argento con lo sfondo rosa.
La sorpresa è andata persa.